# ورم ليفي أخمصي
الورم الليفي الأخمصي ويُعرف أيضاً باسم داء ليدرهوس، هو تسمك غير طبيعي يصيب الأنسجة الضامة العميقة في القدم. هذا التليف هو مرض غير خبيث، في البداية تبدأ العقيدات الليفية في النمو في أربطة القدم وأنسجتها الضامة، ويكون المرض بسيطاً حينها، ولكن مع مرور الوقت يصبح المشي مؤلماً. سُمي المرض باسم الدكتور جورج ليدرهوس، وهو جرَّاح ألماني وصف الحالة لأول مرة عام 1894. يشبه هذا الداء مرضاً مماثلاً يصيب أصابع اليد يُدعى داء دوبويتران أو تقفع دوبويتران.
وكحال أغلب أنواع الأوارم الليفية، غالباً ما يكون الورم الليفي الأخمصي حميداً، وتتغير صفاته وحجمه وشكله من مريض لآخر. وتكون العقيدات الليفية بطيئة النمو غالباً. وأشيع ما توجد في الأجزاء الوسطى والأنسيّة من اللفافة الأخمصية. قد تهجع العقيدات الليفية لعدة أشهر أو لسنوات حتى في بعض الحالات، وقد تنمو بشكلٍ سريع ومفاجئ وغير متوقع. تشمل الخيارات العلاجية: العلاج الشعاعي، الجراحة القريَّة، حقن الكولاجين أو الكورتيزون، ويقتصر العلاج الجراحي فقط على الحالات التي يتطور المرض لدرجة يعيق فيها الحركة والمشي.

## العلامات والأعراض
عادةً ما يكون الورم الليفي غير مؤلم. وأول ما يُلاحظ الألم عندما تضغط العقيدات الليفية على الحذاء أو على الأرض. يكون الجلد المغطي للعقيدات قابلاً للحركة بحرية وغير مثبت أو ملتصق بها، ولا يحدث انكماش في أصابع القدم في المراحل الأولى من المرض.
يبدو المظهر النموذجي للورم الليفي الأخمصي في التصوير بالرنين المغناطيسي (MRI) على شكل كتلة منتظمة محددة واضحة الحواف تتوضع بجانب العضلات الأخمصية . يكون المرض ثنائي الجانب في بعض الحالات، وتظهر الأعراض ثنائية الجانب عند 25% من المرضى فقط، وقد يمتد الورم إلى الأدمة أو إلى غمد الأوتار القابضة في بعض الحالات النادرة.

## العوامل المؤهبة
تتشابه الخصائص النسيجيَّة والتشريحية لداء ليدرهوس مع داء دوبويتران، ما يدعم الفرضية القائلة إنَّ أسباب المرضين والعوامل المؤهبة لهما واحدة، وكما هو الحال بالنسبة لداء دوبويتران، لم يحدد السبب الرئيسي لداء ليدرهوس بعد، مع ملاحظة أنَّه مرض وراثي ومتغير الحدوث داخل العائلات، أي إنَّ جينات المرض قد تكون هاجعة لمدة جيل أو أكثر ثم تظهر لاحقاً عند بعض الأفراد، أو قد تكون موجودة في العديد من الأفراد في نفس الجيل بدرجاتٍ مختلفة.
أهم العوامل المؤهبة المعروفة والتي ترتبط بالمرض بشكلٍ شائع:
- قصة عائلية للمرض.[8]
- أكثر شيوعاً عند الذكور.[6]
- داء بيروني.[6]
- مرضى الصرع.[5]
- مرضى السكري.[6]

بالإضافة للعوامل السابقة هناك أيضاً بعض العوامل الأخرى المشبوهة، على الرغم من عدم إثباتها بدلائل مؤكدة، مثل الإدمان على الكحول والتدخين وأمراض الكبد واضطرابات الغدة الدرقية والأعمال المجهدة التي تتطلب استخدام القدمين.

## التشخيص
عادة ما يكون أسلوب التشخيص التقليدي عن طريق الفحص السريري والتصوير بالأمواج فوق الصوتية، ويعتبر التصوير بالرنين المغناطيسي عادة التصوير المفضل لتفريق الورم الليفي الأخمصي عن الحالات الأخرى المشابهة كالكيسات وغيرها، ويميل التصوير بالرنين المغناطيسي إلى أن يكون أكثر دقة من الأشعة السينية والموجات فوق الصوتية، وهو الذي يضع التشخيص المؤكد للحالة.
أما داء دوبوتيران أو تقفع دوبويتران فهو حالة يحدث فيها انكماش في إصبعٍ أو أكثر من أصابع اليد بصورة دائمة في وضعية الانقباض، يبدأ هذا المرض بعقيدات صلبة صغيرة أسفل جلد راحة اليد، ثم تتفاقم الحالة مع مرور الوقت بحيث لا يمكن بسط الإصبع، عادةً ما تكون هذه الحالة غير مؤلمة ولكنها قد تترافق أحياناً مع ألم وحكة، ويكون البنصر والخنصر الإصبعين الأكثر عرضة للإصابة بهذا المرض.

## العلاج
على الرغم من أن أصل أو سبب الورم الليفي الأخمصي غير معروف أو محدد بدقة، ولكن يعتقد أنه استجابة التهابية من الجسم في اللفافة الأخمصية، كما لو أن اللفافة تصلح أو تعالج نفسها بعد إصابة ما، وهناك أيضاً بعض الأدلة على أن هذا المرض قد يكون وراثياً. في المراحل المبكرة وعندما تكون العقيدات الليفية مفردة وصغيرة، يُوصى بتجنب الضغط المباشر على العقيدات، وينصح باستخدام النعال الداخلية الناعمة والأحذية الطبية.
إنَّ التصوير بالرنين المغناطيسي والموجات فوق الصوتية فعال في تحديد مدى انتشار الإصابة، ولكن كلتا الطريقتين لا تستطيع كشف تكوين الأنسجة، ورغم ذلك فإن المعلومات التي يقدمها تصوير الورم الليفي الأخمصي يمكن أن تساعد في تأكيد التشخيص السريري بشكلٍ كبير.
عادةً ما يكون العلاج الجراحي لداء ليدرهوس صعباً ومعقداً، لأن الأوتار والأعصاب والعضلات توجد بالقرب من بعضها البعض، بالإضافة إلى ذلك تحمل القدمان وزناً ثقيلاً، وقد يكون للجراحة آثار جانبية غير سارة من حيث تأثيرها على وظيفة القدم، وإذا ما أُجري عمل جراحي فغالباً ما تجرى خزعة قبل الجراحة لتأكيد تشخيص الورم الليفي [6]. من الصعب أيضاً تحديد هوامش أمان للاستئصال الجراحي، لأنّ المنطقة المصابة تكون عادةً مفتوحة وليست مغلقة، ولذلك من المحتمل ترك أجزاء من الأنسجة المريضة في القدم بعد الجراحة، ويكون الاستئصال غير الكامل هو السبب الرئيس للنكس.
بينت العديد من الدراسات أن العلاج الشعاعي يُقلل من حجم العقيدات وينقص الألم الناتج عنها، وهو فعَّال بنسبة 80% في علاج الورم الليفي الأخمصي، مع نسبة قليلة من الاختلاطات والآثار الجانبية. كذلك فإنَّ العلاج الشعاعي بعد الجراحة يقلل من خطر نكس الورم. وقد بينت بعض التجارب أن استخدام الموجات الصادمة في علاج الورم الليفي الأخمصي يُقلل من الألم بشكلٍ كبير ويساعد على استعادة المشي والحركة الطبيعية مرةً أخرى. تدرس الهيئة الأمريكية للغذاء والدواء حالياً الموافقة على علاج جديد يتمثل في حقن الكولاجين لعلاج الورم الليفي الأخمصي، ومن العلاجات الناجحة التي ظهرت مؤخراً الجراحة القرية.
لقد أثبت حقن الكورتيزونات مثل تريامزينولون [4]. ومراهم الكلوبيتازول. أنه يوقف تقدم المرض بصورة مؤقتة، على الرغم من أن النتائج الموجودة بين أيدينا تأتي من دراسات غير مكتملة أو واسعة النطاق وهي بحاجة لمزيدٍ من التأكيد.